# Julie Eckerman
Catharina Juliana „Julie“ Eckerman, Schreibung oft Ekerman, verheiratete Björckegren (* 1765; † 18. Oktober 1800 in Linköping), war eine schwedische Kurtisane und Spionin. In der Gustavianischen Zeit war sie durch ihr langjähriges Zusammenleben mit Carl Sparre bekannt.

## Leben
Julie Eckerman war die Tochter von Bengt Edvard Eckerman, einem Rittmeister der königlichen Skånska Husaren, und der Dichterin und Verlegerin Catharina Ahlgren. Der Vater war der Cousin von Carl Fredrik Ekerman, Sprecher der Bürger im Schwedischen Parlament, und die Mutter war zeitweise Kammerfrau von Königin Luise Ulrike von Preußen. Julies ältere Schwester war Charlotta Eckerman. Die Ehe war der Überlieferung zufolge von wirtschaftlichen Schwierigkeiten geprägt, und ein weiteres Kind, ein Sohn wurde von Bengt Edvard Eckerman nicht als der seine anerkannt. Die Ehe endete 1770 mit einer Scheidung. Danach kam sie und ihre Schwester in die Obhut des Vaters. Sie verstanden sich nicht mit ihrer Stiefmutter und scheinen schon früh von zu Hause weggezogen und auf sich allein gestelt gewesen zu sein. Trotzdem soll sie eine gewisse Ausbildung erhalten haben, unter anderem durch das Erlernen der französischen Sprache.
Eckerman wird nachgesagt, dass sie „sowohl klug als auch belesen“ war und sich schon früh prostituierte. Zu ihren Verbindungen gehört der russische Gesandtschaftssekretär Müller, den sie als Spion gegen Andrei Kirillowitsch Rasumowski, den russischen Botschafter in Schweden, eingesetzt haben soll. Julie Eckermans berühmteste Verbindung war die zu Baron Carl Sparre, den Gouverneur (Överståthållaren) der Stockholms län. Die Beziehung begann in ihrer Jugend, kurz nachdem Sparre 1780 Witwer geworden war und sie sich einen Namen gemacht hatte. Ab 1785 lebte sie offen mit ihm zusammen, offiziell mit dem Titel eines Dienstmädchens. Sie wurde Sparres „Lieblingssultana“ genannt. Sie selbst nannte Sparre ihren Vater.
Die Beziehung wurde politisch zur Kritik an Sparre genutzt. Ein bissiges Porträt von Sparre wurde in dem verleumderischen Buch Confucii Chinenskia Riks Historia och Kejsar Yao-Fohi („Übersetzungen aus der konfuzianischen Geschichte Chinas und des Kaisers Yao-Fohi“) über die Polizei der Stockholms län gezeichnet. Es handelt unter anderem von Kaiser Yao-Fohi (König Gustav III.), seinem Handlanger im Finanzwesen Wz-ka (Finanzminister Johan Liljencrantz), Be-hu-az als Wächter des Königreichs (Elis Schröderheim) und Tima-o (Johan Christopher Toll) als Wächter der Verteidigung. Der Mandarin A-re-pa (Sparre) fungiert als oberster Polizist und wird wie folgt dargestellt: 

Mandarinen A-re-pa, som hade inseende öfver rikets hela polis, ägde äfven en utmärkt insikt och dråpeliga egenskaper, men blott tvänne skadeliga fel, :egennytta och svaghet för könen […] Grekerna ha diktat Themis som en gudinna med tillbundna ögon och en vågskål i handen. Denna devis är i vissa fall förträfflig, och om denna bild tillräckligt utmärkte rättvisan, så skulle jag kunna presentera vår mandarin som hennes öfverstepräst. Han har ibland pantomimers och gycklares hop förskaffat sig ett kvinnfolk, som han alldeles dyrkar som en gudinna, han underhåller henne och slösar uppå henne den egendom, som han roffar af alla i Canton ankommande köpmän. Den som har någon process, bör bönfalla om hennes gunst, ty hon styrer den gamle kärleksnarren efter sitt behag. Att gifva henne en gulddosa är detamma som halfva skäl, och ett par briljanterad spännen kan i hast göra ett filouteri till den allra rättvisaste sak.

„Der Mandarin A-re-pa, der für die gesamte Polizei des Königreichs zuständig war, besaß ebenfalls einen ausgezeichneten Scharfsinn und schelmische Züge, aber nur zwei schwerwiegende Fehler: Egoismus und Schwäche für die Frauen […] Die Griechen haben Themis als eine Göttin mit verbundenen Augen und einer Waagschale in der Hand beschrieben. Dieses Motiv ist in einigen Fällen sehr passend, und wenn dieses Bild hinreichend die Gerechtigkeit zeichnet, könnte ich unseren Mandarin als ihren Hohepriester vorstellen. Er hat sich aus der Gesellschaft der Schauspieler und Gaukler eine Frau geholt, die er wie eine Göttin verehrt, sie unterhält und mit dem Vermögen ausstattet, das er allen in der Provinz ankommenden Kaufleuten raubt. Wer einen Prozess hat, sollte sie um ihre Gunst bitten, denn sie beherrscht den alten Liebhaber nach Belieben. Ihr ein goldenes Kästchen zu schenken, ist dasselbe wie eine halbe Begründung, und ein Paar diamantene Spangen machen aus einer eiligen Angelegenheit vielleicht die gerechteste Sache.“

Dies war natürlich eine Verleumdung, aber der zeitgenössische Klatsch über Sparre und Julie Eckerman im Text, war weit verbreitet. 1789 endete die Beziehung, als Sparre plante, wieder zu heiraten, und Eckerman wurde von Sparre mit Nils Björckegren verheiratet. Björckegren wurde als jung und schön beschrieben und wurde nach der Heirat von Sparre zum Bürgermeister in Linköping ernannt. Die Ehe war jedoch unglücklich und das Paar ließ sich nach dem Tod von Sparre scheiden, wobei der Ehemann die formale Schuld übernahm.
Vornehmlich aus der Zeit zwischen 1789 und Sparres Tod 1791 sind im Schwedischen Reichsarchiv über 50 Briefe von Eckerman an Sparre erhalten, in denen sie ihr neues Leben als Bürgermeistergattin beschreibt,
Eckerman starb im Alter von 35 Jahren.